# Dwernik
Dwernik (w latach 1977–1981 Przełom) – wieś w Polsce położona w województwie podkarpackim, w powiecie bieszczadzkim, w gminie Lutowiska. Leży nad potokiem Dwernik i w pobliżu jego ujścia do Sanu.
Wieś jest siedzibą sołectwa Dwernik i rzymskokatolickiej parafii św. Michała Archanioła.

## Części wsi
| SIMC    | Nazwa    | Rodzaj    |
| ------- | -------- | --------- |
| 0356168 | Za Sanem | część wsi |

## Historia
W 1533 r. właściciel Dwernika Piotr Kmita Sobieński (marszałek wielki koronny, wojewoda krakowski, mąż Barbary Kmity z Herbutów), sprzedał te tereny braciom Tarnowskim herbu Sas. Na Dwerniku osiadł na stałe młodszy z nich Łukasz, który od nowej siedziby przybrał nazwisko Dwernicki. Od niego wywodzi się rodzina szlachecka Dwernickich herbu Sas, która dała Rzeczypospolitej wielu wybitnych żołnierzy. Z tego rodu pochodził gen. Józef Dwernicki, jeden z najlepszych dowódców w dziejach polskiej wojskowości.
W 1580 r. klucz ten przeszedł w ręce Stadnickich, następnie zaś litewskiej rodziny Kiszków, a potem Ossolińskich, następnie zaś Mniszchów.
Na początku XIX w. objął wieś hr. Ankwicz, następnie hr. Maria Potocka, również ona nie osiadła tu na stałe, ale zarządzała wsią poprzez dzierżawców. Jednym z nich był Adam Koniecki, który w 1846 r. utworzył tu oddział powstańczy walczący przeciw Austriakom. W połowie XIX wieku właścicielem posiadłości tabularnej Dwernik z Dwerniczkiem był Leopold Walter. W latach 80. obie wsie należały do spadkobierców Leopolda Waltera. Pod koniec XIX wieku dobra posiadała Leopoldyna Leszczyńska z domu Walter. Później, na przełomie XIX/XX wieku właścicielem Dwernika i Dwerniczka był Ludwik Baldwin-Ramułt.
W okresie międzywojennym wieś w powiecie leskim województwa lwowskiego. Stacjonował w miejscowości komisariat Straży Granicznej. 24 kwietnia 1945 nacjonaliści ukraińscy z OUN-UPA zamordowali tutaj 7 Polaków. 15 sierpnia 1946 zastrzelili członka Komisji Przesiedleńczej i 5 żołnierzy z 34 pułku 8 Dywizji Piechoty.
Dwernik jest jednym z najstarszych ośrodków górnictwa naftowego na świecie, rafineria oraz kopalnie ropy naftowej istniały tu już przed rokiem 1884. Wydobycie ropy naftowej (w skali regionalnej) jest kontynuowane także obecnie. Po II wojnie światowej wieś uległa całkowitemu zniszczeniu i wysiedleniu. Obecna zabudowa i infrastruktura wsi powstały po roku 1956.
W latach 1975–1998 miejscowość administracyjnie należała do województwa krośnieńskiego.
W miejscowości znajduje się kościół parafialny św. Michała Archanioła, zbudowany z materiałów pochodzących z rozebranej w 1980 cerkwi w Lutowiskach z 1898.
W Dwerniku znajduje się Stanica Harcerska Hufca ZHP Pabianice.

## Demografia
- 1921 Dwernik zamieszkiwało 567 osób (w 107 domach mieszkalnych):
  - 534 wyznania greckokatolickiego
  - 27 wyznania mojżeszowego
  - 6 wyznania rzymskokatolickiego
- 1991 – 149 osób
- 2004 – 160 osób
- 2011 – 213 osób[20][21]
- 2020 – 163[3]